# 1960-as cannes-i filmfesztivál
A 13. Cannes-i Nemzetközi Filmfesztivál (vagy ahogyan egy párhuzamos rendezvény miatt plakátja hirdette: a XIII. Nemzetközi Filmfesztivál és Virágkiállítás) 1960. május 4. és 20. között került megrendezésre, Georges Simenon frankofón belga író elnökletével. A versenyben több mint 20 nemzet 29 nagyjátékfilmjét és 31 rövidfilmjét tűzték műsorra, két játékfilmet pedig versenyen kívül vetítettek, egyikük az 1959-ben 11 Oscar-díjjal jutalmazott Ben-Hur.
E fesztiválon végeredményben győzedelmesen tértek vissza a megújuló olasz filmek, hogy egy újabb évtizedre uralják a mezőnyt – bár fogadtatásuk rendkívül vegyes volt. Míg Fellininek Az édes élete a nézők és a kritikusok részéről többnyire pozitív fogadtatásban részesült, ugyanakkor erősen vitatták, hogy Arany Pálmát kapott, Antonioni filmjét, A kalandot, mely az év felfedezésének számított, a nézők kifütyülték; a rendező és a főszereplő Monica Vitti szégyenkezve hagyta el a vetítőtermet (a zsűri viszont díjazta „az új filmnyelvezet kereséséhez való jelentős hozzájárulása miatt”). A lelkesedés és a hurrogás egyébként is végig jellemezte a rendezvényt. Fellini újszerű éleslátása és képeinek hatása zavarta azokat, akik hozzászoktak az irodalmat felhasználó filmekhez.
Ami a további díjakat illeti: Melina Mercouri és Jeanne Moreau megosztva kapta a legjobb női alakítás díját, ugyanakkor ez évben nem kaptak díjat a férfiak, noha Belmondo (Moderato cantabile) nagyon számított rá…. Nem osztották ki sem a legjobb rendezés, sem pedig a legjobb forgatókönyv díját, viszont két szovjet film érdemelte ki a külön ez alkalomra létesített legjobb részvétel díját: A Ballada a katonáról (Csuhraj), valamint A kutyás hölgy (Hejfic). A régebben már díjazottaknak sem kellett üres kézzel távozniuk: Luis Buñuel és Ingmar Bergman külön dicséretben részesültek.
E cannes-i két hét valóban édes volt, s nem csak Marcello Mastroianni Anouk Aimée és Anita Ekberg részére. A Vasárnap soha sztárjai, Jules Dassin és Melina Mercouri a mozgalmas éjjeleken szirtakit táncoltak és tányérokat tördeltek, de az ünneplésből kivette részét Robert Mitchum (Haza a dombról) és Anthony Quinn (Ombre Bianche) is. Az elitista, sznob Cannes-ban még a legfényűzőbb vacsorák is könnyen végződhettek asztalon táncolással…
1960-ban magyar játékfilm nem vett részt versenyben, viszont ismét ott volt egy kisfilmjével Kollányi Ágoston, aki immár harmadszor vívta ki a Kép- és Hangtechnikai Főbizottság elismerését.
Az ugyancsak elismerésben részesült Enfants des courants d’air című rövidfilm sikeréhez hozzájárult a Franciaországban élő magyar származású operatőr, Badal János is.

## Zsűri
Elnök: Georges Simenon, író –  Belgium

### Versenyprogram
- Grigorij Kozincev, filmrendező –  Szovjetunió
- Diego Fabbri, író –  Olaszország
- Henry Miller, író –  Amerikai Egyesült Államok
- Hidemi Ima, filmrendező –  Japán
- Louis Chauvet, újságíró –  Franciaország
- Marc Allégret, filmrendező –  Franciaország
- Maurice Le Roux, zeneszerző –  Franciaország
- Max Lippmann, filmkritikus –  NSZK
- Simone Renant, színésznő –  Franciaország
- Ulyses Petit De Murat, író –  Argentína

### Rövidfilmek
- Dusan Vukotic, filmrendező –  Jugoszlávia
- Georges Altman, újságíró –  Finnország
- Henri Storck, filmrendező –  Belgium
- Jean Vivie, a szakszervezet hivatalos képviselője –  Franciaország
- Nicolas Hayer, operatőr –  Franciaország

## Nagyjátékfilmek versenye
- Ballada o szoldate (Ballada a katonáról)[3] – rendező: Grigorij Csuhraj
- Cidade Ameaçada – rendező: Roberto Faria
- Dama sz szobacskoj (A kutyás hölgy) – rendező: Joszif Hejfic
- Deveti krug (A kilencedik kör) – rendező: France Stiglić
- Home from the Hill (Haza a dombról) – rendező: Vincente Minelli
- Jakten – rendező: Erik Løchen
- Jungfrukällan (Szűzforrás) – rendező: Ingmar Bergman
- Kagi – rendező: Icsikava Kon
- Kam čert nemůže (Kam čert nemůže) – rendező: Zdenek Podskalský
- La dolce vita (Az édes élet) – rendező: Federico Fellini
- La joven (A fiatal lány) – rendező: Luis Buñuel
- La procesión – rendező: Francis Lauric
- L'Amérique insolite vue par François Reichenbach (Amerika egy francia szemével) – rendező: François Reichenbach
- L’Avventura (A kaland) – rendező: Michelangelo Antonioni
- Le trou – rendező: Jacques Becker
- Los golfos (A csavargók) – rendező: Carlos Saura
- Macario (Macario) – rendező: Roberto Gavaldón
- Moderato cantabile (Moderato cantabile) – rendező: Peter Brook
- Never on Sunday (Vasárnap soha) – rendező: Jules Dassin
- Nyeotpravlennoje piszmo (Az el nem küldött levél) – rendező: Mihail Kalatozov
- Ombre bianche – rendező: Nicholas Ray és Baccio Bandini
- Parvi urok – rendező: Rangel Vulcsanov
- Paw, Boy of Two Worlds – rendező: Astrid Henning-Jensen
- Si le vent te fait peur – rendező: Emile Degelin
- Sons and Lovers (Fiúk és szeretők) – rendező: Jack Cardiff
- Sujata – rendező: Bimal Roy
- Ching nu yu hun – rendező: Han Hsiang Li
- Telegrame (Telegrame) – rendező: Gheorghe Naghi, Aurel Miheles
- Zezowate szczescie (Kancsal szerencse) – rendező: Andrzej Munk

## Nagyjátékfilmek Versenyen kívül
- Ben-Hur (Ben-Hur)[3] – rendező: William Wyler
- Orient Occident – rendező: Enrico Fulchignoni

## Rövidfilmek versenye
- A City Called Copenhagen – rendező: Jorgen Roos
- Aux confins de deux continents – rendező: Emlak Kredi Bankasi
- Dagen mijner jaren – rendező: Max de Haas
- De dragul printesei – rendező: Ion Popescu-Gopo
- Die Purpuline – rendező: Karl-Ludwig Ruppel
- Enfants des courants d’air – rendező: Édouard Luntz
- Fiesta en Xoxhimilco – rendező: Fernando Martínez Alvárez
- Fitz-Roy – rendező: Humberto Peruzzi
- Franz Hellens ou documents secrets – rendező: Lucien Deroisy
- In Search of Lincoln – rendező: Wondsel, Carlisle & Dunphy Productions
- La ballata del Monte Bianco – rendező: Luciano Ricci
- Le brise-glace atomique Lénine – rendező: Nicholas Cherskov
- Le journal d’un certain David – rendező: Pierre Jallaud, Sylvie Jallaud
- Le pilot m’a dit – rendező: Niklaus Gessner
- Le sourire – rendező: Serge Bourguignon
- Mali voz – rendező: Branislas Bastac
- Materia e forma – rendező: Fulvio Tului
- Notre univers – rendező: Roman Kroitor
- ORFF-Schulwerk – Rhythmisch-melodische Erziehung – rendező: Hans Rolf Strobel, Heinz Tichawsky
- Paris la belle (Szépséges Párizs)[3] – rendező: Pierre Prévert
- Perfecto Luna – rendező: Archibald Burns
- Pozor – rendező: Jiří Brdecka
- Prometey (Prométeusz) – rendező: Todor Dinov
- Ragadozó növények – rendező: Kollányi Ágoston
- Roman Mosaics in Anatolia – rendező: M.S. Ipsiroglu
- Shringar – rendező: Ravi Prakash
- Sorolla, pintor de la luz – rendező: Manuel Domínguez
- The Blue of the Sky – rendező: John Ralmon
- Uwaga diabel – rendező: Zenon Wasilewski
- Wadlopers – rendező: Emile van Moerkerken
- Winter Quaters – rendező: John P. Taylor

## Díjak

### Nagyjátékfilmek
- Arany Pálma: La dolce vita (Az édes élet)[3] – rendező: Federico Fellini
- Legjobb részvétel díja:
  - Ballada o szoldate (Ballada a katonáról) – rendező: Grigorij Csuhraj
  - Dama sz szobacskoj (A kutyás hölgy) – rendező: Joszif Hejfic
- Legjobb női alakítás díja:
  - Melina Mercouri – Never on Sunday (Vasárnap soha)
  - Jeanne Moreau – Moderato cantabile (Moderato cantabile)
- A zsűri díja:
  - L’Avventura (A kaland) – rendező: Michelangelo Antonioni
  - Kagi – rendező: Icsikava Kon
- Külön dicséret:
  - Jungfrukällan (Szűzforrás) – rendező: Ingmar Bergman
  - La joven (A fiatal lány) – rendező: Luis Buñuel
- Technikai nagydíj: Paw, Boy of Two Worlds – rendező: Astrid Henning-Jensen
- OCIC-díj: Paw, Boy of Two Worlds – rendező: Astrid Henning-Jensen

### Rövidfilmek
- Arany Pálma (rövidfilm): Le sourire – rendező: Serge Bourguignon
- Díj (rövidfilm):
  - Paris la belle (Szépséges Párizs) – rendező: Pierre Prévert
  - A City Called Copenhagen – rendező: Jorgen Roos
  - Notre univers – rendező: Roman Kroitor
- Dicséret (rövidfilm): Dagen mijner jaren – rendező: Max de Haas
- Tisztelet kifejezése:
  - Édouard Luntz  – Enfants des courants d’air
  - Pierre Prévert – Paris la belle (Szépséges Párizs)
  - Pierre és Sylvie Jallaud – Le journal d’un certain David
  - Serge Bourguignon – Le sourire
- Technikai nagydíj: Ragadozó növények[2] – rendező: Kollányi Ágoston